# 巴巴利索斯

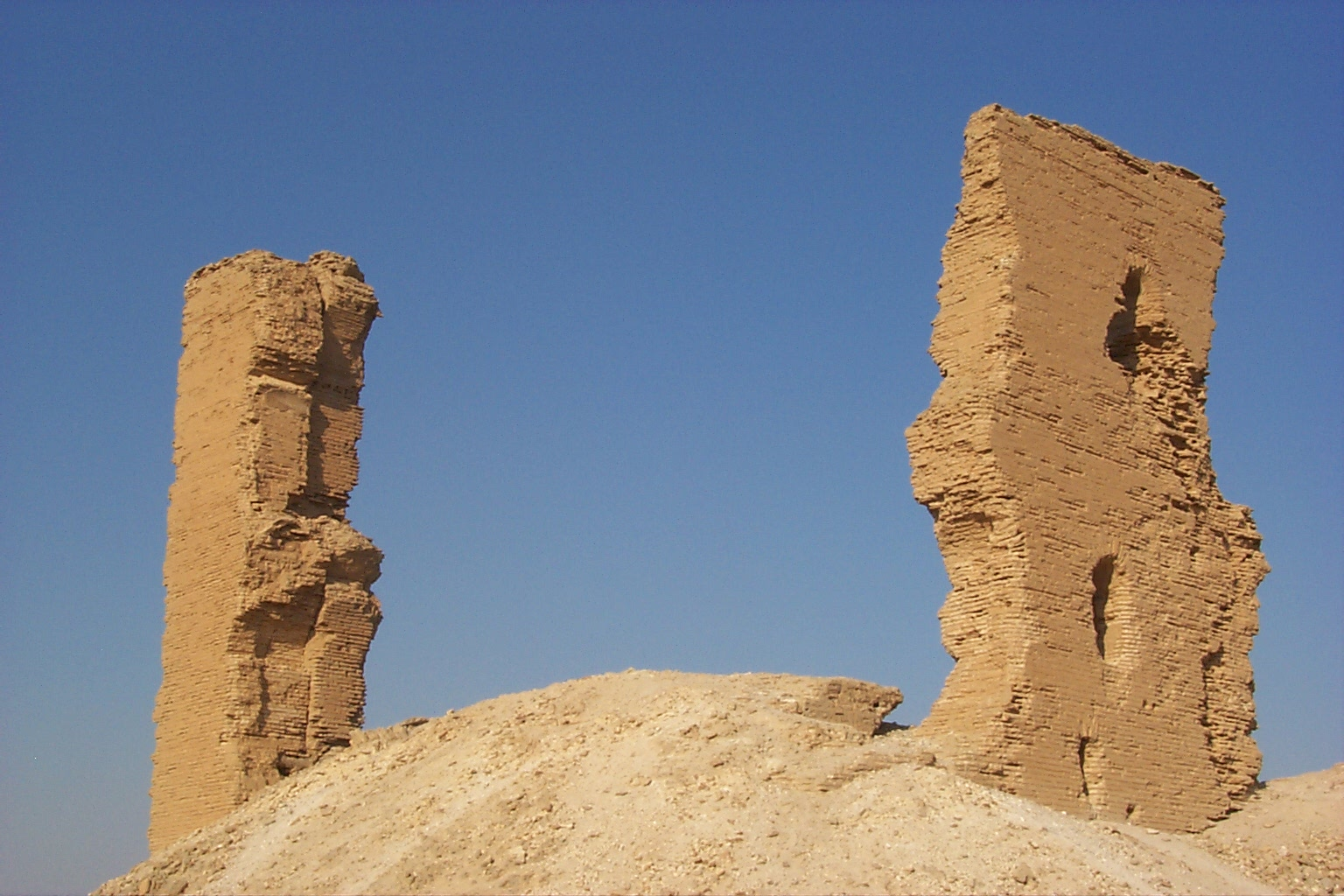
巴巴利索斯建於拜占庭帝國時期的塔樓遺跡

巴巴利索斯是羅馬幼发拉底行省內的一座城市，該城位於現今叙利亚都市馬斯卡納（古稱埃瑪）的南方，位於阿勒颇通往蘇拉的道路上，原先朝南的幼发拉底河流向在此地轉往東方。